# ホレゆけ!スタア☆大作戦
『ホレゆけ!スタア☆大作戦』（ホレゆけ!スタア☆だいさくせん）は、2007年4月から2008年3月まで放送されていたドラマ風バラエティ番組のシリーズ名。キューブ、ポニーキャニオン制作。通称：ホレスタ。
2007年4月から9月までは、第1シリーズ『まりもみ危機一髪!』が、2007年10月からは、第2シリーズ『まりもみ一触即発!』が放送された。

## 概要
芸能事務所「池田プロモーション」に毎回様々な芸能人が訪れ、その悩みを解決するという設定で、ゲストは本人名義で出演する。番組の冒頭及び終盤などに関してはその設定のもと、ドラマ仕立てで進行するが、基本的にはレギュラー陣とゲスト出演者によるフリートークスタイルのバラエティである。
また、レギュラー出演者もメインに扱われることがある（第1シリーズ第1話：藤木直人、同第17話：まりもみ、第2シリーズ第1話、大倉孝二）。

## レギュラー出演者
池田政彦 （古田新太）
芸能事務所「池田プロモーション」を経営するおかまの社長。
おかまの姉、池田成志がいる（第2シリーズ第21話より）。
黒田金造 （生瀬勝久）
「池田プロモーション」で働いている。まりもみのマネージャー。
まりもみ
- まみ（中里真美）
- りえ（加藤理恵）
- ももこ（渋谷桃子）
- みづき（加藤みづき）

「池田プロモーション」に唯一所属している売れないアイドルグループ。
毎回ゲストや話に合わせたコスプレをしている。
八十山兄弟 （八十田勇一、山西惇）
まりもみのおっかけ。
樋口潤太郎 （藤木直人）
そば屋の店員。東北訛りが抜けない。
ダルミィ （声：?）
だるま。大喜利コーナーでは進行を務める。
ナレーション：入江雅人

### 第2シリーズからの出演
大倉孝二
- イケてない大倉孝二（大倉孝二）※不定期出演
- イケメンの大倉孝二（姜暢雄）

そば屋の店員。第2シリーズ第1回に大倉孝二が「イケメンの大倉孝二」になったり「イケてない大倉孝二」になったりするという悩みを持っている設定で登場。ももこの超能力により、二人の大倉孝二に分けられた。
黒田勇樹 （黒田勇樹）
金造の息子で、まりもみの新しいマネージャー。通称、“黒ジュニ”。

## スタッフ
- 企画：北牧裕幸・高橋典子（キューブ）倉本美津留（ninpop）
- 脚本：山名宏和、川野将一、上田誠、松丸進
- 演出：高橋純、後東昭平、宮野敏一
- プロデュース：櫻井雄一（ソケット）、波多野健（エイベックス&イースト）、藤山高浩／大柳英樹・三宅容介・荒田睦子（ポニーキャニオン）
- 制作プロダクション：エイベックス&イースト、ソケット
- 製作・著作：キューブ、ポニーキャニオン

## ネット局・各地の放送時間
| 放送地域     | 放送局                   | 系列           | 放送日時           |
| ------------ | ------------------------ | -------------- | ------------------ |
| 北海道       | 北海道文化放送 (uhb)     | フジテレビ系列 | 木曜 0:55 - 1:25   |
| 宮城県       | 仙台放送 (OX)            | フジテレビ系列 | 土曜 2:05 - 2:35   |
| 新潟県       | 新潟総合テレビ (NST)     | フジテレビ系列 | 日曜 2:10 - 2:40   |
| 中京広域圏   | 東海テレビ (THK)         | フジテレビ系列 | 土曜 2:05 - 2:35   |
| 青森県       | 青森放送 (RAB)           | 日本テレビ系列 | 火曜 0:59 - 1:29   |
| 秋田県       | 秋田放送(ABS)            | 日本テレビ系列 | 金曜 15:55 - 16:23 |
| 山形県       | 山形放送 (YBC)           | 日本テレビ系列 | 火曜 1:09 - 1:39   |
| 福島県       | 福島中央テレビ (FCT)     | 日本テレビ系列 | 火曜 1:50 - 2:20   |
| 長野県       | テレビ信州 (TSB)         | 日本テレビ系列 | 木曜 1:29 - 1:59   |
| 石川県       | テレビ金沢 (KTK)         | 日本テレビ系列 | 火曜 0:29 - 0:59   |
| 静岡県       | 静岡第一テレビ (SDT)     | 日本テレビ系列 | 日曜 2:30 - 3:00   |
| 香川・岡山県 | 西日本放送 (RNC)         | 日本テレビ系列 | 土曜 2:35 - 3:05   |
| 広島県       | 広島テレビ (HTV)         | 日本テレビ系列 | 火曜 1:09 - 1:39   |
| 山口県       | 山口放送 (KRY)           | 日本テレビ系列 | 金曜 0:29 - 0:59   |
| 福岡県       | 福岡放送 (FBS)           | 日本テレビ系列 | 金曜 1:54 - 2:24   |
| 熊本県       | くまもと県民テレビ (KKT) | 日本テレビ系列 | 木曜 1:39 - 2:09   |
| 長崎県       | 長崎国際テレビ (NIB)     | 日本テレビ系列 | 金曜 0:29 - 0:59   |
| 鹿児島県     | 鹿児島読売テレビ (KYT)   | 日本テレビ系列 | 木曜 0:59 - 1:29   |
| 栃木県       | とちぎテレビ (GYT)       | 独立UHF放送局  | 日曜 18:15 - 18:45 |
| 埼玉県       | テレ玉 (TVS)             | 独立UHF放送局  | 金曜 23:30 - 0:00  |
| 千葉県       | チバテレビ (CTC)         | 独立UHF放送局  | 火曜 23:30 - 0:00  |
| 神奈川県     | テレビ神奈川 (tvk)       | 独立UHF放送局  | 日曜 23:30 - 0:00  |
| 日本全域     | BS日テレ (BS4)           | BS放送         | 土曜 23:00 - 23:30 |

読売テレビ (ytv)での放送は第2シリーズ第12話の放送をもって終了。

3月13日深夜、テレビ東京で第1シリーズ第1話、第3話、第26話が放送された。

青森放送では、2008年4月から開始。

BS日テレでは､2009年4月4日から毎週土曜日23:30～24:00で再放送する｡

## 第1シリーズ「ホレゆけ!スタア☆大作戦〜まりもみ危機一髪!〜」

### ゲスト出演者
| - （第1話 藤木直人） - 第2話 長谷川京子 - 第3話 宮藤官九郎 - 第4話 ともさかりえ - 第5話 谷原章介 - 第6話 松尾貴史 - 第7話 水野美紀 - 第8話 温水洋一 - 第9話 MEGUMI - 第10話 山田優 | - 第11話 大槻ケンヂ - 第12話 田原俊彦 - 第13話 加賀まりこ - 第14話 YOU - 第15話 奥菜恵 - 第16話 田中麗奈、中越典子 - （第17話 まりもみ） - 第18話 バナナマン - 第19話 上戸彩 - 第20話 ケラリーノ・サンドロヴィッチ、犬山イヌコ | - 第21話 小西真奈美 - 第22話 戸田恵子 - 第23話 戸田恵梨香 - 第24話 宇梶剛士 - 第25話 山本耕史 - 第26話 天海祐希 |

### 主題歌
- オープニングテーマ：星になる!
  - 歌・まりもみ
- エンディングテーマ：ランランラン
  - 歌・まりもみ

### DVDBOX
- 『SECRET FILE Ⅰ （第1話 - 9話）』  （2007年8月1日発売）
- 『SECRET FILE II （第10話 - 18話）』（2007年10月3日発売）
- 『SECRET FILE III (第19話 - 26話）』（2008年4月25日発売）

## 第2シリーズ「ホレゆけ!スタア☆大作戦〜まりもみ一触即発!〜」

### ゲスト出演者
| - （第1話 大倉孝二） - 第2話 森山未來 - 第3話 岩佐真悠子 - 第4話 岡田義徳 - 第5話 池田鉄洋 - 第6話 井上芳雄 - 第7話 羽野晶紀 - 第8話 SS501 - 第9話 堀内敬子 - 第10話 後藤ひろひと、片桐仁 | - 第11話 西川史子 - 第12話 升毅 - 第13話 いとうせいこう、みうらじゅん - 第14話 須藤元気 - 第15話 春風亭昇太 - 第16話 鈴木亜美 - 第17話 笹本玲奈、ROLLY - 第18話 河原雅彦、中山祐一朗 - 第19話 武藤敬司、アブドーラ・ザ・ブッチャー - 第20話 藤村俊二 | - 第21話 池田成志、ジェロ - 第22話 古田敦也 - 第23話 土屋アンナ - 第24話 笑福亭鶴瓶 |

### 主題歌
- オープニングテーマ：大好ケッ!
  - 歌・まりもみ
- エンディングテーマ：ランランラン
  - 歌・まりもみ